# 17. etape af Tour de France 2007
Syttende etape af Tour de France 2007 var en 188,5 km lang etape som gik fra Pau til Castelsarrasin. Etapen indeholdte 2 spurter og 6 bjergpasseringer; 1 kategori 3 stigning og 5 kategori 4 stigninger.
Efter at Michael Rasmussen, føreren af Tour de France, blev udelukket fra Touren, var der ingen som kørte med den gule trøje på etapen.
- Etape: 17
- Dato: 26. juli
- Længde: 188,5 km
- Gennemsnitshastighed: 44.5 km/t

## Sprint og bjergpasseringer

### 1. sprint (Rabastens-de-Bigorre)
Efter 44,5 km
| Vinder | Manuel Quinziato | 6p, 6s |
| 2.     | David Millar     | 4p, 4s |
| 3.     | Martin Elmiger   | 2p, 2s |

### 2. sprint (Solomiac)
Efter 146,5 km
| Vinder | Daniele Bennati | 6p, 6s |
| 2.     | Jens Voigt      | 4p, 4s |
| 3.     | Martin Elmiger  | 2p, 2s |

### 1. bjerg (Côte de Baleix)
3. kategori efter 23 km
| Plads | Navn           | Point |
| ----- | -------------- | ----- |
| 1.    | Matteo Tosatto | 4     |
| 2.    | Jens Voigt     | 3     |
| 3.    | Markus Fothen  | 2     |
| 4.    | Daniele Righi  | 1     |

### 2. bjerg (Côte de Villecomtal)
4. kategori stigning efter 54 km
| Plads | Navn           | Point |
| ----- | -------------- | ----- |
| 1.    | Markus Fothen  | 3     |
| 2.    | Matteo Tosatto | 2     |
| 3.    | Martin Elmiger | 1     |

### 3. bjerg (Côte de Miélan)
4. kategori stigning efter 59,5 km
| Plads | Navn           | Point |
| ----- | -------------- | ----- |
| 1.    | Markus Fothen  | 3     |
| 2.    | Matteo Tosatto | 2     |
| 3.    | Martin Elmiger | 1     |

### 4. bjerg (Côte de Sainte-Dode-aux-Croix)
4. kategori stigning efter 63,5 km
| Plads | Navn            | Point |
| ----- | --------------- | ----- |
| 1.    | David Millar    | 3     |
| 2.    | Daniele Righi   | 2     |
| 3.    | Daniele Bennati | 1     |

### 5. bjerg (Côte de Theux)
4. kategori stigning efter 72,5 km
| Plads | Navn          | Point |
| ----- | ------------- | ----- |
| 1.    | David Millar  | 3     |
| 2.    | Daniele Righi | 2     |
| 3.    | Markus Fothen | 1     |

### 6. bjerg (Côte de la Montagnère)
4. kategori stigning efter 169,5 km
| Plads | Navn            | Point |
| ----- | --------------- | ----- |
| 1.    | Jens Voigt      | 3     |
| 2.    | Daniele Bennati | 2     |
| 3.    | Markus Fothen   | 1     |

## Resultatliste
|    | Navn               | Land           | Hold               | Tid     |
| -- | ------------------ | -------------- | ------------------ | ------- |
| 1  | Daniele Bennati    | Italien        | Lampre             | 4:14.03 |
| 2  | Markus Fothen      | Tyskland       | Gerolsteiner       | + 0.00  |
| 3  | Martin Elmiger     | Schweiz        | ag2r               | + 0.00  |
| 4  | Jens Voigt         | Tyskland       | CSC                | + 0.00  |
| 5  | David Millar       | Storbritannien | Saunier Duval      | + 2.41  |
| 6  | Matteo Tosatto     | Italien        | Quick Step         | + 2.43  |
| 7  | Manuel Quinziato   | Italien        | Liquigas           | + 3.20  |
| 8  | Daniele Righi      | Italien        | Lampre             | + 3.20  |
| 9  | Tom Boonen         | Belgien        | Quick Step         | + 9.37  |
| 10 | Sébastien Chavanel | Frankrig       | Française des Jeux | + 9.37  |

## Udgående ryttere
- Hele Cofidis-holdet trak sig fra touren efter at Cristian Moreni blev testet positiv for forhøjet testosteron-nivau.
- 058 Michael Rasmussen fra Rabobank blev udelukket fra Tour de France af sit hold, sandsynligvis for at have løjet om sit opholdssted i ugerne før Touren.
- 051 Denis Mensjov fra Rabobank udgik under etapen.

## Diskvalifikationer
- 144 Cristian Moreni fra Cofidis blev testet positiv for doping efter den 11. etape.